# イヌル・ダラティスタ
イヌル・ダラティスタ（Inul Daratista、本名・Ainur Rokhimah、女性、1979年1月21日 - ）はインドネシアのダンドゥット歌手、パフォーマンスアーティスト。東ジャワ州パスルワン県出身。名のイヌルは本名Ainur（アイヌル）の愛称、略称であり、ダラティスタはロックバンド時代からの芸名である。
2003年1月にジャカルタで行われたコンサートがテレビ放映されるや否や、イヌルはその暗示的なダンススタイル、すなわちヒップを高く持ち上げ、腰を激しく回転させるなどによりインドネシア国内で論争を巻き起こし、一躍有名となった。インドネシアムスリム評議会(MUI)などの保守的な団体は、イヌルのコンサート禁止を求めた。
2003年半ばに起草された反ポルノ法案の標的として引き合いに出されたが、結局法案は成立しなかった。またイヌルのダンススタイルはロマ・イラマを始めとする他のダンドゥット歌手たちにより「ジャンルを破壊する」とまで批判されたが、イヌルの人気が陰ることはなかった。
私生活では2009年5月に結婚し、1児の母である。

## ディスコグラフィー
- 2 in 1 (Puji Asmaraとの競演) (1992)
- Cari Pacar Asli Indonesia (コンピレーション) (1995)
- Goyang Inul (2003)
- Separuh Nafas (2004)
- Too Phat – Rebirth Into Reality (2005)
- Mau Dong (2006)
- Ash-Sholaatu (2006)
- Rasain Lho (2008)
- Buaya Buntung (2012)
- Cinta Modal Pulsa (2014)
- The Best of Inul (2016)